# لوکاس لونگونی
لوکاس لونگونی (انگلیسی: Lucas Longoni؛ زادهٔ ۳۰ ژوئن ۱۹۸۵) بازیکن فوتبال اهل آرژانتین است.
از باشگاه‌هایی که در آن بازی کرده‌است می‌توان به باشگاه فوتبال اتلتیکو آرتزو و باشگاه فوتبال تریستیانا اشاره کرد.